# Mareridt (maleri)
 For alternative betydninger, se Mareridt (flertydig). (Se også artikler, som begynder med Mareridt)
Mareridt er et oliemaleri fra år 1800 udført af den danske maler Nicolai Abildgaard.
På maleriet ses to kvinder liggende på en seng, den ene rides af en mare.
Maleriet hænger på Sorø Kunstmuseum.